# Herreria cipoana
Herreria cipoana är en sparrisväxtart som beskrevs av Pierfelice Ravenna. Herreria cipoana ingår i släktet Herreria och familjen sparrisväxter. Inga underarter finns listade i Catalogue of Life.